# Mayo Suzukaze
Mayo Suzukaze (涼風真世 Suzukaze Mayo, nasceu no dia 11 de setembro de 1960 em Ishinomaki, Miyagi, Japão) é uma atriz japonesa de filmes e de televisão.
Faz trabalho de dubladora como um seiyū, um exemplo é a voz de Himura Kenshin em Rurouni Kenshin.